# Abdul Ghani Baradar

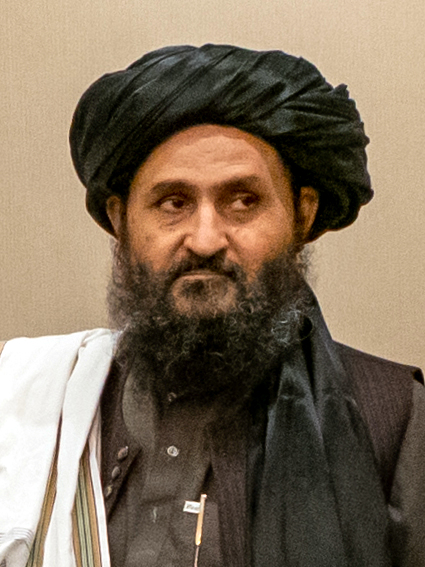
Abdul Ghani Baradar (2020)

Mullah Abdul Ghani Baradar (paschtunisch عبدالغني برادر; * 1968 in Weetmak, Deh Rahwod District, Uruzgan), auch Mullah Baradar Akhund genannt, ist ein afghanischer Führer der Taliban und deren Mitbegründer. Er war der Stellvertreter von Mullah Mohammed Omar und Mitglied der Quetta Shura. 2009 wurde er als der De-facto-Führer der Taliban angesehen. Statt Regierungschef wurde er 2021 mit Abdul Salam Hanafi und Abdul Kabir Stellvertretender Regierungschef.

## Lebenslauf
Baradar ist ein Durrani und Paschtune vom Stamm der Popalzai. Baradar kämpfte im sowjetisch-afghanischen Krieg und wurde später einer der Gründer der Taliban.
Während der Zeit des Islamischen Emirats Afghanistan war er Gouverneur von Herat und Nimrus.
Ein Dokument des Außenministeriums der Vereinigten Staaten listete ihn als Deputy Chief of Army Staff and Commander of Central Army Corps in Kabul, während Interpol behauptet, er sei stellvertretender Verteidigungsminister der Taliban gewesen.
Berichte über seinen Tod bei einem Luftangriff in der Provinz Helmand am 30. August 2007 erwiesen sich als falsch. Er wurde am 8. Februar 2010 durch Inter-Services Intelligence und CIA in Karatschi, Pakistan festgenommen. Ein Talibankommandeur bestätigte seine Gefangenschaft gegenüber der Presse, behauptete aber, er sei bei der Operation Muschtarak in Helmand gefangen genommen worden. Ein anderer Sprecher widersprach der Gefangennahme.
Am 10. September 2013 gab der pakistanische Nationale Sicherheits- und außenpolitische Berater Sartaj Aziz bekannt, dass Baradar freikommen werde, sich aber weiter in Pakistan aufhalten müsse. Damit sollte der „afghanische Versöhnungsprozess“ unterstützt werden.
Am 25. Oktober 2018 wurde er schließlich auf Drängen der USA in Pakistan freigelassen. Die US-Regierung sah in ihm einen moderaten Verhandlungsführer der Taliban, der zum Friedensprozess in Afghanistan beitragen könne.
Am 29. Februar 2020 unterzeichnete er als Vertreter der Taliban in Doha, Katar, den Abzugsplan der US-Truppen aus Afghanistan. Direkte Verhandlungen mit der afghanischen Regierung sollten folgen.
Im August 2021 eroberten die Taliban Afghanistan. Nach der Flucht des afghanischen Präsidenten Aschraf Ghani am 15. August 2021 soll Baradar den Taliban zufolge am 17. August nach Afghanistan zurückgekehrt sein; er wurde als möglicher Präsident genannt. Im September 2021 wurde Mohammed Hassan Achund zum Interimspremierminister ernannt.
Am 7. Januar 2022 forderte Bardar „Die Welt muss die afghanische Bevölkerung ohne politische Voreingenommenheit unterstützen und ihre humanitäre Pflicht erfüllen“ und „An vielen Orten haben die Menschen jetzt keine Lebensmittel, Unterkunft, warme Kleidung oder Geld.“ Es war der erste Talibanführer, der sich mit einem Hilfsappell an die internationale Gemeinschaft wandte.

### Rezeption
Am 15. September 2021 befand sich Baradar auf der Liste der 100 Most Influential People in 2021 des Time Magazin.